# Carea hollowayi
Carea hollowayi är en fjärilsart som beskrevs av Kobes 1983. Carea hollowayi ingår i släktet Carea och familjen trågspinnare. Inga underarter finns listade i Catalogue of Life.